# 커-뉴먼 계량
일반 상대성 이론에서 커-뉴먼 계량(Kerr–Newman metric)은 아인슈타인 방정식의 해의 하나다. 대전되고 회전하고 있는 물체의 중력장을 나타낸다.

## 정의
커-뉴먼 계량은 다음과 같이 쓸 수 있다.
{\displaystyle ds^{2}=-{\frac {\Delta }{\rho ^{2}}}\left(dt-a\sin ^{2}\theta d\phi \right)^{2}+{\frac {\sin ^{2}\theta }{\rho ^{2}}}\left[\left(r^{2}+a^{2}\right)d\phi -{a}dt\right]^{2}+{\frac {\rho ^{2}}{\Delta }}dr^{2}+\rho ^{2}d\theta ^{2}}
여기서
{\displaystyle \Delta \equiv r^{2}-2Mr+a^{2}+Q^{2}}
{\displaystyle \rho ^{2}\equiv r^{2}+a^{2}\cos ^{2}\theta }
{\displaystyle a\equiv {\frac {J}{M}}}
이고,
{\displaystyle M\,}은 블랙홀의 질량
{\displaystyle J\,}은 블랙홀의 각운동량
{\displaystyle Q\,}은 블랙홀의 전하
다. 여기에서는 광속과 중력상수를 1로 하는 기하학 단위계를 채택하고 있다.
전하가 0인 경우 커-뉴먼 계량은 커 계량을 재현한다. 각운동량이 0인 경우 라이스너-노르드스트룀 계량을 재현한다. 그리고 전하와 각운동량이 0인 경우 슈바르츠실트 계량을 재현한다. 커 계량과 마찬가지로 이 계량이 블랙홀로 이해될 경우는 {\displaystyle a^{2}+Q^{2}\leq M^{2}\,}일 때다. 다른 특징은 커 계량을 참고.
털없음 정리에 따라, 일반적인 블랙홀은 질량과 각운동량, 전하 세 개의 물리량만으로 나타낼 수 있다. 이는 일반적인 커-뉴먼 블랙홀에 해당한다.

## 역사
미국의 에즈라 테드 뉴먼(Ezra Ted Newman)이 1965년에 발견하였다. 1963년에 뉴질랜드의 수학자 로이 커가 회전하지만 대전되지 않는 물체의 중력장을 나타내는 커 계량을 발견하자, 뉴먼은 2년 뒤 이를 대전된 경우로 일반화하였다.

## 같이 보기
- 일반 상대성 이론
- 아인슈타인 방정식
- 회전 블랙홀
- 커 계량
- 털없음 정리
- 우주 검열 가설
- 블랙홀 열역학